# Deutsche Eishockey Liga 2011/2012
Sezóna 2011/2012 byla 64. sezónou Německé ligy ledního hokeje. Vítězem se stal tým Eisbären Berlín.

## Základní část
| Poř. | Tým                     | Z  | V  | VP | PP | P  | VG  | OG  | B  |
| ---- | ----------------------- | -- | -- | -- | -- | -- | --- | --- | -- |
| 1.   | Eisbären Berlín         | 52 | 26 | 7  | 3  | 16 | 171 | 140 | 95 |
| 2.   | ERC Ingolstadt          | 52 | 26 | 5  | 5  | 16 | 168 | 150 | 93 |
| 3.   | Grizzly Adams Wolfsburg | 52 | 25 | 6  | 4  | 17 | 174 | 122 | 91 |
| 4.   | Adler Mannheim          | 52 | 23 | 7  | 7  | 15 | 171 | 148 | 90 |
| 5.   | Hamburg Freezers        | 52 | 22 | 6  | 5  | 19 | 149 | 149 | 83 |
| 6.   | Straubing Tigers        | 52 | 20 | 8  | 4  | 20 | 161 | 151 | 80 |
| 7.   | DEG Metro Stars         | 52 | 19 | 7  | 9  | 17 | 162 | 167 | 80 |
| 8.   | Augsburger Panther      | 52 | 20 | 6  | 7  | 19 | 135 | 131 | 79 |
| 9.   | Kölner Haie             | 52 | 21 | 4  | 7  | 20 | 135 | 145 | 78 |
| 10.  | Iserlohn Roosters       | 52 | 19 | 6  | 8  | 19 | 150 | 150 | 77 |
| 11.  | EHC München             | 52 | 17 | 6  | 8  | 21 | 124 | 135 | 71 |
| 12.  | Krefeld Pinguine        | 52 | 18 | 4  | 7  | 23 | 126 | 153 | 69 |
| 13.  | Nürnberg Ice Tigers     | 52 | 13 | 5  | 6  | 28 | 122 | 165 | 55 |
| 14.  | Hannover Scorpions      | 52 | 12 | 6  | 3  | 31 | 119 | 161 | 51 |

| Vysvětlivka                 |
| --------------------------- |
| Postup do play-off          |
| Postup do předkola play-off |
| Konec sezóny pro daný tým   |

## Play off

### Předkolo
- na dva vítězné zápasy

- DEG Metro Stars - Iserlohn Roosters 2:0 na zápasy (4:1, 7:4)
- Augsburger Panther - Kölner Haie 0:2 na zápasy (1:5, 1:3)

### Čtvrtfinále
- na čtyři vítězné zápasy

- Eisbären Berlín - Kölner Haie 4:0 na zápasy (5:1, 4:2, 3:1, 3:0)
- ERC Ingolstadt - DEG Metro Stars 4:1 na zápasy (5:3, 1:5, 3:2, 6:1, 4:3)
- Grizzly Adams Wolfsburg - Straubing Tigers 0:4 na zápasy (1:2, 0:7, 1:3, 3:7)
- Adler Mannheim - Hamburg Freezers 4:1 na zápasy (4:0, 8:1, 1:2, 3:1, 3:1)

### Semifinále
- na tři vítězné zápasy

- Eisbären Berlín - Straubing Tigers 3:1 na zápasy (4:1, 4:1, 1:3, 4:2)
- ERC Ingolstadt - Adler Mannheim 1:3 na zápasy (1:4, 3:4, 3:0, 2:6)

### Finále
- na tři vítězné zápasy

- Eisbären Berlín - Adler Mannheim 3:2 na zápasy (2:0, 1:4, 1:2, 6:5 PP, 3:1)